# Calumboyán
Calumboyán (Calumboyan Island) es una isla situada en Filipinas, adyacente a la de Busuanga, isla que forma parte del grupo de Calamianes.
Administrativamente forma parte del barrio de Concepción del municipio filipino de tercera categoría de Busuanga, perteneciente a la provincia de Paragua en Mimaro, Región IV-B.

## Geografía
Isla Busuanga es la más grande del Grupo Calamian, situado a medio camino entre las islas de Mindoro (San José) y de Paragua (Puerto Princesa), con el Mar de la China Meridional a poniente y el mar de Joló a levante. Al sur de la isla están las otras dos islas principales del Grupo Calamian: Culión y Corón.
Dicoayán se encuentra en el Mar de la China Meridional, a poniente de Isla Busuanga. Esta isla tiene aproximadamente 780 metros de largo, en dirección norte-sur, y unos 280 metros en su línea de mayor anchura.
Dista 3.600 metros de isla Busuanga, desembocadura del río Dicalangwan, barrio de  Santo Niño.
Las islas más cercanas son las siguientes: Malcatop Oriental, 2.250 metros al nordeste;   Dicoayán, 350 metros al norte; Tantangón, en la bahía de Guro, barrio de Sagrada, 3.780 metros al norte; Lajo, 1.270 metros al sur; Manglet, 4.690 metros al sureste.
Forman parte del barrio de Concepción, cuya sede se encuentra en isla de Busuangán, las siguientes islas e islotes: Pagtenga o Cay del Norte, Pagbinit o Cay del Sur, Maltatayoc, Dicilingán, Dasilingán (Dicilingán Maliit), Horse, Malcatop, Malcatop Oriental, Dicoayán y Calumboyán.

### Comunicaciones
En la playa situada al norte de la isla atraca la línea regular de navegación que alcanza a poniente la isla  Nalaut Occidental  y hacia Lusong, a levante,   desde donde continúa hacia Corón pasando por los Jardines de Coral.